# Cinn Trolla Broch

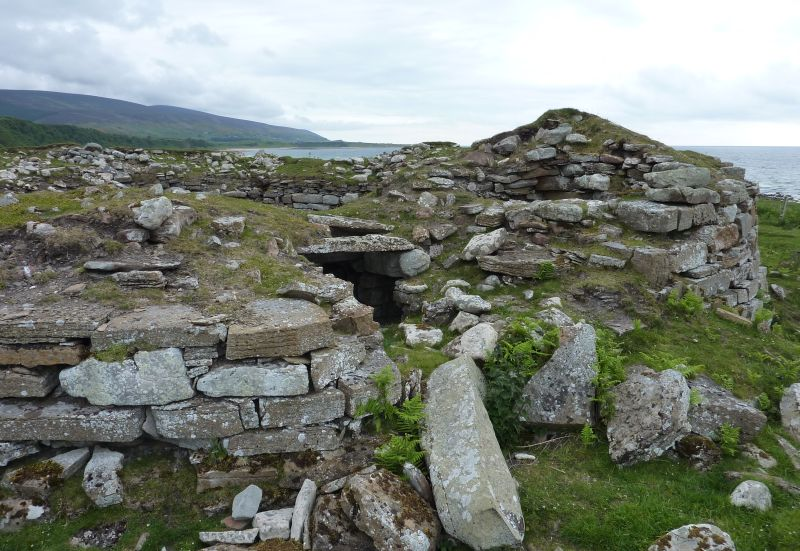
Cinn Trolla Broch vanaf het westen. Rechts van de ingang is er een gat aan de bovenzijde van de muur te zien op de plaats van de guard cell.

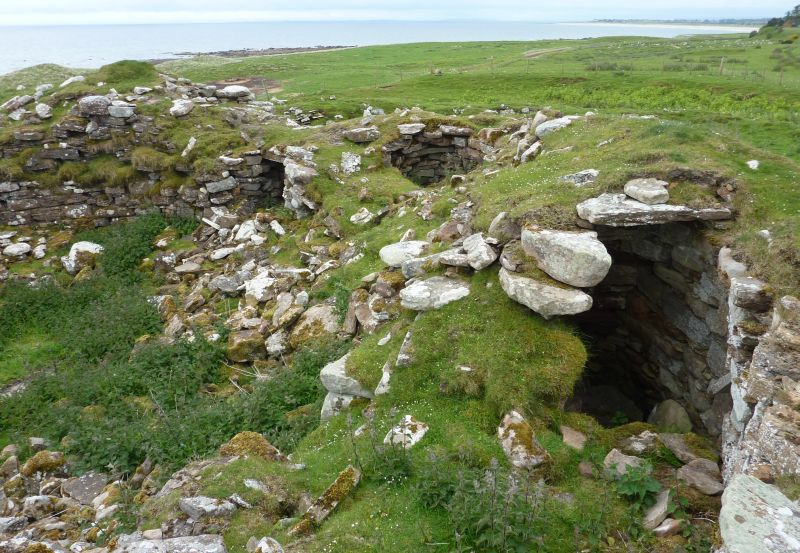
De binnenzijde van Cinn Trolla Broch vanaf het noorden. Aan de rechterzijde de noordelijke kamer, iets verder naar links bevindt zich de westelijke kamer in de muur en nog verder naar links de ingang van de broch.

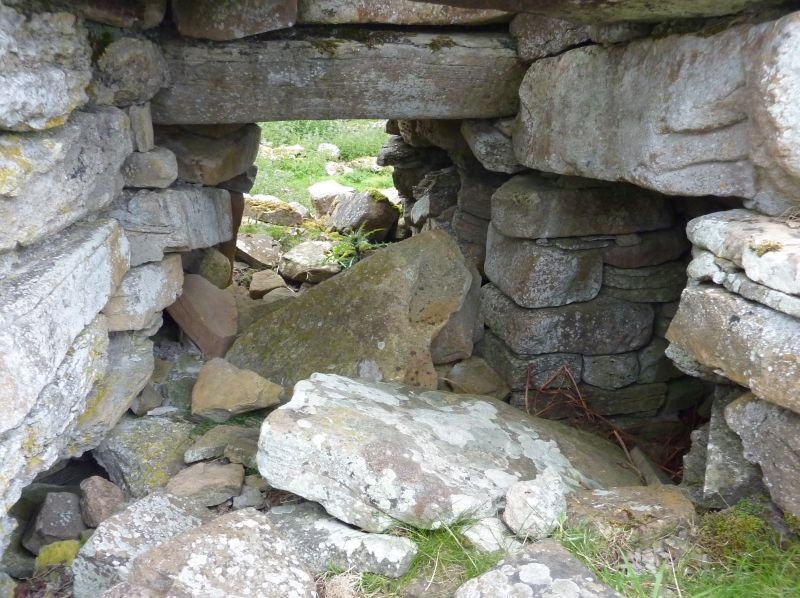
De ingang van de broch vanaf de buitenzijde. Aan de rechter zijde van de gang is de toegang naar de guard cell zichtbaar.

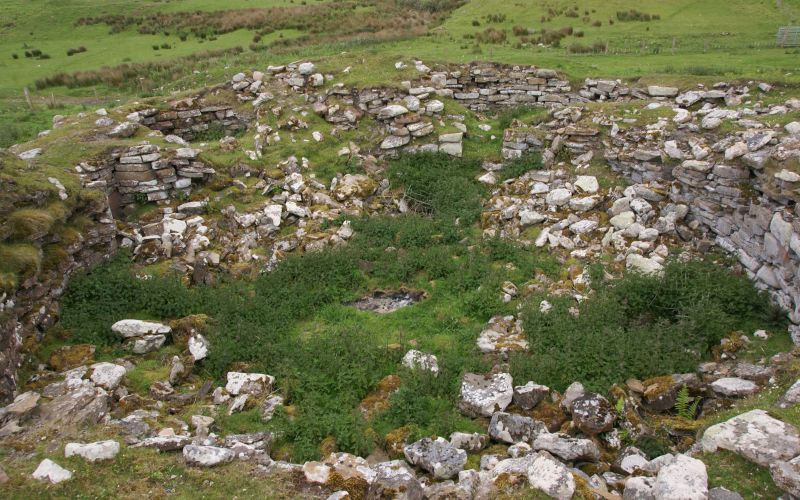
De binnenzijde vanaf het zuiden. In de muur recht tegenover is de oorspronkelijke toegang tot de noordelijke kamer zichtbaar. Verder naar links in de muur zijn de westelijke kamer en de ingang van de broch. Rechtsonder, tussen de planten, is het gat van de put.

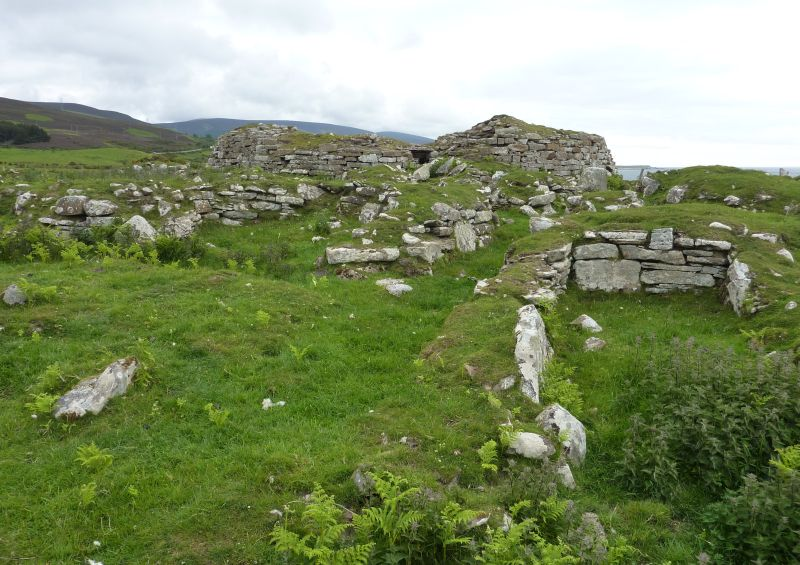
Cinn Trolla Broch vanaf het zuidwesten. Op de voorgrond de bijgebouwen.

Cinn Trolla Broch, ook wel Cill Trolla Broch genoemd, is een broch in het graafschap Sutherland van de Schotse Hooglanden.

## Locatie en naam
De broch bevindt zich langs de A9 aan de oostkust van Schotland, 13 kilometer ten zuiden van Helmsdale en 13 kilometer ten noorden van Dunrobin. Op deze plaats is er een natuurlijke verhoging die door de lokale bevolking Cinn Trolla wordt genoemd, mogelijk een verbastering van Saint Trölla. In de tweede helft van de negentiende eeuw werd hier bij toeval de broch ontdekt. De ontdekking had plaats doordat men een van de stenen op deze heuvel optilde en eronder een holle ruimte aantrof. De steen bleek de deksteen van de westelijke kamer in de wand van de broch te zijn.
De broch ligt zeer dicht bij de kust. Carn Liath, een andere broch, ligt slechts enkele kilometers naar het zuiden, eveneens langs de A9.

## Geschiedenis
De broch stamt vermoedelijk uit de periode van net voor het begin van de jaartelling, alhoewel er geen officiële datering van de broch heeft plaatsgehad. In de tweede helft van de negentiende eeuw werd de broch archeologisch onderzocht door J.M. Joass. De broch was voor een groot deel bedekt met aarde en de kamers in de muren waren gevuld met turf, stenen en afval. Sinds de opgravingen is de broch verder vervallen.

## Bouw

### Broch
Cinn Trolla Broch bestaat, zoals gebruikelijk voor een broch, uit een ronde toren met een dikke muur. In het centrum is er een grote ronde ruimte en in de muren bevinden zich meerdere kamers. De diameter van de centrale ruimte is 9,5 meter. De muur is 5,5 meter breed en is nog 3 tot 4,5 meter hoog. Het is onbekend wat de oorspronkelijke hoogte was. Op 2,4 meter hoogte loopt er langs de binnenzijde van de broch een zogenaamde scarcement ledge. Men vermoedt dat een dergelijke structuur gebruikt werd om een houten constructie tegenaan te plaatsen. In het zuidoosten is er een waterput in de broch, waarvan onbekend is of die deel uitmaakte van de oorspronkelijke bouw.
De toegang van de broch bevindt zich aan de zuidwestelijke zijde. Deze gang is 2,1 meter hoog (gemeten vanaf het niveau van de oorspronkelijke vloer), aan de onderzijde 1,1 meter breed en aan de bovenzijde 0,9 meter breed. De gang gaat door de gehele dikte van de muur naar de binnenzijde van de broch. Tijdens de opgravingen in de negentiende eeuw waren er na 1,8 en na 4,3 meter in deze gang stenen zichtbaar die iets uit de muur staken, welke vermoedelijk bedoeld waren om er een deur aan te bevestigen. Tussen deze twee deuren in bevindt zich aan de rechterzijde een kleine zijkamer in de gang, een zogenaamde guard cell. In de beschrijving uit 1871 van de opgravingen, staat nog vermeld dat het dak van de guard cell intact was. Anno 2009 is de bovenzijde open.
Naast deze guard cell zijn er nog een tweetal kamers in de muur van de broch, beide oorspronkelijk te bereiken via een opening vanuit de centrale ruimte van de broch. De eerste kamer bevindt zich in de westzijde van de muur en de tweede aan de noordzijde. De steen die tot de ontdekking leidde van de broch was zoals hiervoor beschreven, de deksteen van deze westelijke kamer. Na de opgravingen werd de deksteen van deze kamer teruggeplaatst. Evenals de guard cell, is deze kamer anno 2009 weer open aan de bovenzijde. Vanuit de noordelijke kamer begint een trap waarvan in de negentiende eeuw nog dertien treden bewaard waren gebleven. De trap ging vanuit deze kamer naar rechts (oostwaarts) toe. Anno 2009 is de trap volledig bedekt met puin.

### Bijgebouwen
Tot ongeveer 18 meter van de broch vandaan zijn er resten te vinden van bijgebouwen. Deze bijgebouwen zijn duidelijk minder stevig gebouwd; de stenen zijn vaak kleiner en passen minder goed op elkaar. Er wordt aangenomen dat de bijgebouwen uit een latere periode dateren. Het is goed mogelijk dat stenen van de eigenlijke broch weer hergebruikt zijn voor de bouw van deze bijgebouwen.
De fundamenten van de twee grootste bijgebouwen bevinden zich ten noorden en ten zuiden van de broch. Deze twee gebouwen hebben een cirkelvormige plattegrond. In het noordelijke gebouw is er een rechthoekige nis in de noordelijke muur. Vanuit de ingang van de broch lijkt er een pad te hebben gelopen geflankeerd door gebouwen. Deze gebouwen zijn niet rond, maar rechthoekig van vorm. Het pad loopt in het verlengde van de gang die toegang geeft tot de broch.

## Vondsten
Tijdens de opgravingen in de negentiende eeuw werden er in de broch resten van negen menselijke skeletten gevonden. Ook buiten de broch werden menselijke resten aangetroffen. Destijds was het nog niet mogelijk om een precieze datering te krijgen van de skeletten middels C14-datering. De aarde in de broch leek wel in het verleden een aantal malen verstoord te zijn. De archeologen gingen er daarom van uit dat de skeletten vermoedelijk van latere datum waren en dat de broch in later tijd is hergebruikt als begraafplaats.
Er werden ook gebruiksartikelen gevonden in de bijgebouwen; een ijzeren speerpunt, een ijzeren dolk, een ring van lood, een kommetje van steatiet met handvat, aardewerk en stenen gebruiksvoorwerpen. Een steen die gevonden werd op de grond in de broch bevatte cup and ring marks; uitgehouwen putjes en cirkels in het oppervlak van de steen. Er werden verder visgraten en schelpen gevonden. Ten slotte betroffen de vondsten botten van rendieren, herten, koeien, schapen, geiten, varkens, vossen, walvissen, katten en honden. De vondst van de resten van rendieren werd al in de negentiende eeuw als bijzonder beschouwd, aangezien rendieren niet meer in Groot-Brittannië voorkomen. Recentere studies oordelen dat er inderdaad vermoedelijk nog rendieren leefden in Schotland na de laatste ijstijd, alhoewel in het specifieke geval van Cinn Trolla getwijfeld wordt of de geweien daadwerkelijk van rendieren waren. Bovendien geven de C-14 dateringstechnieken aan dat de meest recente restanten van rendieren in Schotland altijd nog 8300 jaar oud zijn, dus van ruim voor de tijd van de broch-bouwers.
Een aantal van de vondsten wordt bewaard in het museum van Dunrobin en het Royal Museum of Scotland.